# Ma vie avec elles
 (janvier 2024).
Si vous disposez d'ouvrages ou d'articles de référence ou si vous connaissez des sites web de qualité traitant du thème abordé ici, merci de compléter l'article en donnant les références utiles à sa vérifiabilité et en les liant à la section « Notes et références ».
Albums de Albert Marcœur
Celui où y'a Joseph
(1984) Sports et percussions
(1994)
Ma vie avec elles est le cinquième album d'Albert Marcœur, paru en 1990.

## Titres
Textes et musiques d'Albert Marcœur.
| No | Titre                         | Durée |
| -- | ----------------------------- | ----- |
| 1. | Les Laveurs de carreaux       | 6:22  |
| 2. | Se souvenir, verbe pronominal | 7:34  |
| 3. | Caresse-moi                   | 2:25  |
| 4. | Bouge pas                     | 3:59  |
| 5. | Compte-rendu d'analyse        | 8:38  |
| 6. | Le Gosse et les Pianos        | 4:50  |
| 7. | 40-15                         | 5:57  |
| 8. | Le Monde à l'envers           | 4:56  |

## Production
- Arrangements : Albert Marcœur
- Prise de son & mixage : Claude Marcœur
- Mastering : Hansjürg Meier
- Crédits visuels :